# Carlos Matheus
Carlos Matheus Silva Santos (Aracaju, 1 de maio de 1984) é um matemático brasileiro que trabalha em sistemas dinâmicos, análise matemática e geometria. É atualmente Directeur de Recherche (Diretor de Pesquisas) do Centre national de la recherche scientifique  (CNRS), em Paris. Trabalha na École polytechnique do Institut Polytechnique de Paris no Centre de Mathématiques Laurent Schwartz.
O professor Carlos Matheus ficou nacionalmente famoso quando obteve um doutorado no Instituto de Matemática Pura e Aplicada em 2004, orientado por Marcelo Viana, aos 19 anos de idade consagrando-se o mais jovem doutor em matemática do país. Um ano depois de completar seu doutorado em matemática, com a tese Contribuições à teoria ergódica de sistemas não-hiperbólicos, ele terminou sua graduação pela Universidade Federal do Rio de Janeiro, especificamente no Instituto de Matemática da Universidade Federal do Rio de Janeiro.

## Carreira Acadêmica
Após completar seu doutorado no Instituto de Matemática Pura e Aplicada em 2004, fez pós-doutorado no Collège de France sob a supervisão do professor Jean-Christophe Yoccoz, vencedor da medalha fields em 1994, com bolsas ANR-Teichmuller e ATER-College de France. Entre seus diversos coautores destacam-se o próprio medalhista fields Jean-Christophe Yoccoz, além de outro vencedor da medalha fields, o professor Artur Avila. Além desses dois matemáticos mencionados, Carlos Matheus também tem trabalhos em coautoria com o proeminente matemático russo Anton Zorich, com Jacob Palis, Amie Wilkinson, Carlos Gustavo Moreira (conhecido como Gugu), entre outros grandes pesquisadores internacionalmente renomados.

## Publicações selecionadas
- com G. Forni e A. Zorich: "Square-tiled cyclic covers", Journal of Modern Dynamics, vol. 5, no. 2,  pp. 285–318 (2011).
- com A. Avila e J.-C. Yoccoz: "SL(2,R)-invariant probability measures on the moduli spaces of translation surfaces are regular", Geometric and Functional Analysis, vol. 23, no. 6, pp. 1705–1729 (2013).
- com M. Möller e J.-C. Yoccoz: "A criterion for the simplicity of the Lyapunov spectrum of square-tiled surfaces", Inventiones mathematicae (2014).